# Ізабелла Гілмор
Ізабелла Гілмор (англ. Isabella Gilmore), уроджена Ізабелла Морріс (англ. Isabella Morris;  17 липня 1842, Вудфорд, Ессекс, Сполучене Королівство Великої Британії та Ірландії —  15 березня 1923, Паркстон, Дорсет, Сполучене Королівство Великобританії та Північної Ірландії) — диякониса англіканської церкви, тривалий час несла активне служіння на півдні Лондона. Її зусиллями в англіканській церкві відродили єпархіальний інститут дияконис. Свята.

## Ранні роки та шлюб
Народилася 17 липня 1842 року в Вудфорд-Голлі у Вудфорді, передмісті Лондона в графстві Ессекс. Ізабелла була восьмою дитиною з десяти у сім'ї представників середнього класу — вексельного брокера Вільяма Морріса та Емми Морріс, уродженої Шелтон, дочки вчителя музики. Вона була молодшою сестрою письменника та художника Вільяма Морріса. Батько Ізабелли помер, коли їй було п'ять років.
Дитинство Ізі, як звали її домашні, було щасливим. Вона росла «маленьким шибеником». У дошкільні роки її освітою займалася гувернантка. Потім вона навчалася у приватній школі в Брайтоні та пансіоні для дівчат у Кліфтоні під Бристолем. Завершивши освіту у віці сімнадцяти років, на балу дебютанток познайомилася зі своїм майбутнім чоловіком, офіцером королівського військово-морського флоту Артуром Гамільтоном Гілмором, з яким одружилася 18 вересня 1860 року. У листопаді 1882 року Арчі, так Ізабелла називала чоловіка, помер від менінгіту. Дітей у їхньому шлюбі не було. Овдовівши, вона переїхала до матері.

## Служіння
Подолавши опір родичів, Ізабелла пройшла курси медичних сестер і вступила на роботу до лікарні Гая в Лондоні, де невдовзі стала старшою медичною сестрою. У 1884 році, після смерті брата Томаса Ренделла Морріса, вона прийняла опіку над вісьмома його неповнолітніми дітьми.
У 1886 році єпископ Рочестера Ентоні Торольд запропонував Ізабеллі відродити інститут дияконис у його єпархії. Спочатку вона відмовилася через відсутність у неї відповідної підготовки та богословської освіти. Але після молитви під час ранкового богослужіння у жовтні 1886 року Ізабелла прийняла пропозицію єпископа. Разом вони склали статут, згідно з яким покликання диякониси — служіння медичної сестри, робітниці соціального забезпечення та помічниці правоохоронних органів.
16 квітня 1887 року Ізабеллу висвятили в сан. Тоді ж заснували перший будинок нового єпархіального інституту на Парк-Гілл у Клемпемі, який нині на її честь називається Гілмор-хаус. На відміну від диякониси Елізабет Ферард, її старшої сучасниці, диякониса Ізабелла Гілмор при посвяті в сан не приносила релігійних обітниць. Протягом наступних майже двадцяти років вона несла активне служіння у бідних парафіях на півдні Лондона. Про служіння Ізабелли, її брат Вільям Морріс писав їй: «Я проповідую соціалізм, ви його практикуєте». Працями Гілмор інститут дияконис поширився у всій англіканській церкві. Вона особисто підготувала сім головних дияконис для інших єпархій.
У 1891 єпископом Рочестера став Томас Ренделл Девідсон, з яким у засновниці інституту склалося конструктивне співробітництво. При ньому диякониси розпочали соціальне служіння в сім'ях бідних селян і моряків королівського флоту. У 1906 році Ізабелла пішла на спочив й оселилася в місті Райгіт, в графстві Суррей. На спочиві вона продовжувала листуватися зі своїми ученицями в англіканських єпархіях з усього світу.
Ізабелла Гілмор померла у Паркстоні, у графстві Дорсет 15 березня 1923 року. Її поховали на цвинтарі в Лайм-Реджис поруч із чоловіком.

## Пам'ять
День пам'яті Ізабелли Гілмор, внесеної до Календаря святих англіканської церкви та деяких інших англіканських церков, щорічно відзначається 16 квітня, в день її посвяти в диякониси. На згадку про неї в Саутваркському соборі встановлено пам'ятник.